# Carne cruda
Carne cruda es un programa de radio española presentado y dirigido por Javier Gallego «Crudo». Comenzó en Radio 3 y se emitió de lunes a viernes de 14:00 a 15:00 desde el 1 de octubre de 2009 hasta su polémica cancelación el 31 de agosto de 2012. En noviembre de 2012, cuando ya no se emitía, recibió el premio Ondas al mejor programa de radio de 2012.
Carne Cruda es un programa de opinión, satírico caracterizado por sus críticas a los gobiernos de España y su compromiso con diversas causas de colectivos e ideología de izquierda. Javier Gallego ha entrevistado en su programa a músicos, artistas, creadores, escritores y activistas sociales. 
Por el programa han pasado artistas como Barón Rojo, Peret, Los Delinqüentes, Fermín Muguruza, Sasha Agranov o Paolo Angeli, personalidades como Neil Harbisson, Joaquín Reyes o Julio Anguita o movimientos sociales como el 15M y la Marea Verde.
El programa se emitió en la Cadena Ser con el nombre Carne cruda 2.0 los miércoles y viernes de 16:00 a 17:00 horas hasta el 9 de noviembre de 2014, cuando finalizaron su acuerdo contractual porque ya no compartían objetivos ni había la misma sintonía entre las partes que cuando empezaron. Desde octubre de 2014 se emite de manera independiente, en formato podcast, financiado por las aportaciones de sus oyentes, desde Spreaker, www.carnecruda.es y eldiario.es, en colaboración con este medio.

## Cancelación del programa en RNE
Tras la nueva victoria electoral del PP, este renueva la directiva de RTVE, tomando Leopoldo González-Echenique el cargo de presidente de RTVE y Manuel Ventero el de director de RNE. Debido a esto, el 31 de agosto de 2012, el programa Carne Cruda fue retirado de la parrilla de Radio 3.
La cadena apeló «motivos económicos» pero Javier Gallego afirmó que la cancelación del programa respondía a motivos políticos.
En un artículo publicado en eldiario.es, Gallego explicó cómo el nuevo director de Radio 3, Tomás Fernando Flores, le había asegurado que el programa continuaría la próxima temporada. En el mes de agosto de 2012, estando Javier Gallego de vacaciones, se conoció la notificación de la cancelación de Carne Cruda, cuya última emisión fue el viernes 31 de agosto.

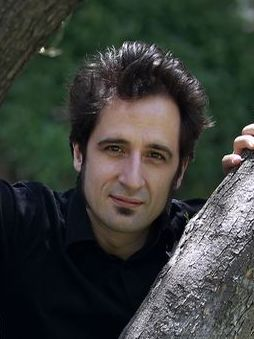
Javier Gallego, director y presentador de Carne Cruda

Tomás Fernando Flores, en una entrevista para el diario El mundo explicó que cancelaba Carne Cruda por ser "muy caro" y por su "toque sensacionalista".

## Especial en la Red de Medios Comunitarios (ReMC)
El 28 de septiembre de 2012, realizado en Radio Vallekas y transmitido por todas aquellas emisoras que quisieran conectar con ella, se emitió un programa especial de más de 3 horas de duración.

## Carne cruda 2.0
El 8 de enero de 2013 comenzó a emitirse de nuevo en la Cadena Ser bajo el nombre Carne cruda 2.0, siendo emitido los miércoles y los viernes de 16:00 a 17:00.
Si bien, su paso por esta emisora sería efímero, ya que el 9 de julio de 2014, Gallego anunció que daba por finalizada su etapa en la Cadena SER, alegando que "Hemos trabajado con total independencia y autonomía. Simplemente, ahora no coincidimos en las líneas a seguir y no hay hueco para nosotros", dando a entender que era por discrepancias con la línea de la emisora.

## CarneCruda.es
Desde septiembre de 2014, Carne Cruda se emite en internet bajo el paraguas de eldiario.es. En la cuarta temporada (2017/2018) tienen tres programas en directo los martes, miércoles y jueves a las 10h.